# Карвахаль, Магалис
Магалис (Магали) Карвахаль Ривера (исп. Magalys (Magaly) Carvajal Rivera; 18 декабря 1968, Гавана, Куба) — кубинская и испанская волейболистка, центральная блокирующая, двукратная олимпийская чемпионка (1992 и 1996), чемпионка мира 1994 года, 3-кратная обладательница Кубка мира в составе сборной Кубы.

## Биография
В 1986 году 17-летняя Магалис Карвахаль дебютировала в сборной Кубы, приняв участие в чемпионате мира и став обладательницей своей первой медали на высшем уровне — «серебряной». На протяжении ещё двух лет волейболистка выступала сразу за две сборные своей страны — молодёжную и национальную, став за это время серебряным призёром молодёжного чемпионата мира, победительницей континентальных первенств, Панамериканских игр, а в 1989 — розыгрыша Кубка мира, где была признана лучшей блокирующей. Всего же за национальную команду Кубы Карвахаль играла до 1996 года и за это время кубинские волейболистки на соревнованиях высшего мирового уровня лишь раз оказались без «золота» — на чемпионате мира 1990 в Китае. Ключевым игроком сильнейшей сборной 1990-х была и Магалис Карвахаль, выигравшая за период с 1987 по 1996 годы 15 чемпионских титулов на различных официальных соревнованиях, в том числе два олимпийских «золота», медали высшего достоинства на чемпионате мира 1994 и трижды — на Кубке мира. При участии Карвахаль команда Кубы одержала победы на первых турнирах Гран-при и Всемирном Кубке чемпионов и не имела себе равных на американском континенте.
В 1989 и 1991 Карвахаль принимала участие в «Гала-матчах» ФИВБ, в которых выступала за команду «Звёзды мира» против сборной СССР.
После Олимпиады 1996 Карвахаль завершила карьеру в сборной Кубы, а в 1999 уехала за границу, где приняла гражданство Испании. С этого года волейболистка на протяжении 15 лет выступала за различные испанские команды, причём до 2009 за сильнейшие из них — «Тенерифе Маричаль» и «Отель Кантур» (обе — с Канарских островов), став в их составах 6-кратным чемпионом Испании. С командой «Тенерифе Маричаль» Карвахаль в 2004 выиграла Лигу чемпионов ЕКВ и ещё дважды становилась бронзовым призёром сильнейшего клубного турнира Европы. Помимо игры за клубы, в 2000—2001 кубинка выступала за сборную Испании, приняв в её составе участие в отборочном турнире чемпионат Европы 2001.
В 2011 году Карвахаль была включена в Волейбольный Зал славы, став третьей кубинской волейболисткой (после Реглы Торрес и Миреи Луис), удостоившейся этой чести. Кроме этого, она названа лучшей блокирующей за всю волейбольную историю.

### Клубная карьера
- …—1995 —  «Сьюдад Хабана» (Гавана);
- 1995—1996 —  «Дайэй Аттакерс» (Кобе);
- 1996—1998 —  «Сьюдад Хабана» (Гавана);
- 1998—1999 —  «Женева»;
- 1999 —  «Омнител» (Модена);
- 1999—2002 —  «Тенерифе Маричаль» (Сан-Кристобаль-де-ла-Лагуна);
- 2002—2003 —  «Отель Кантур» (Лас-Пальмас);
- 2003—2005 —  «Тенерифе Маричаль» (Сан-Кристобаль-де-ла-Лагуна);
- 2005—2006 —  «Отель Кантур» (Лас-Пальмас);
- 2006—2007 —  «Пальма»;
- 2007—2009 —  «Отель Кантур» (Лас-Пальмас);
- 2009—2010 —  «Трайсеса Санта-Крус» (Санта-Крус-де-Тенерифе);
- 2010—2011 —  «Алькобендас»;
- 2011—2012 —  «Куэста-Педра» (Санта-Крус-де-Тенерифе);
- 2012—2013 —  «Пингуэла» (Монфорте-де-Лемос);
- 2013—2014 —  «Олимпико Гран-Канария» (Лас-Пальмас).

## Достижения

### Со сборными Кубы
- двукратная Олимпийская чемпионка — 1992, 1996.
- чемпионка мира 1994;
  - серебряный призёр чемпионата мира 1986.
- 3-кратный победитель розыгрышей Кубка мира — 1989, 1991, 1995.
- победитель розыгрыша Всемирного Кубка чемпионов 1993.
- чемпионка Мирового Гран-при 1993;
  - серебряный (1994) и бронзовый (1995) призёр Мирового Гран-при.
- 4-кратная чемпионка NORCECA — 1989, 1991, 1993, 1995.
- 3-кратная чемпионка Панамериканских игр — 1987, 1991, 1995.
- серебряный призёр чемпионата мира среди молодёжных команд 1989.

### С клубами[3]
- бронзовый призёр чемпионата Италии 1999.
- 6-кратная чемпионка Испании — 2000—2005;
  - серебряный призёр чемпионата Испании 2006.
- 5-кратный победитель розыгрышей Кубка королевы Испании — 2000—2002, 2004, 2005;
  - серебряный призёр Кубка королевы Испании 2006.
- двукратный победитель розыгрышей Суперкубка Испании — 2003, 2004.
- победитель Лиги чемпионов ЕКВ 2004;
  - двукратный бронзовый призёр Лиги чемпионов — 2002, 2005.
- серебряный призёр розыгрыша Кубка Европейской конфедерации волейбола 2003.

### Индивидуальные
- 1989: лучшая блокирующая Кубка мира.
- 1992: лучшая блокирующая Олимпийских игр.
- 1995: лучшая блокирующая Мирового Гран-при.
- 1995: лучшая блокирующая Кубка мира.
- 1996: лучшая блокирующая Олимпийских игр.